# Jeff Richman
Jef Richman es un guitarrista y productor discográfico norteamericano de jazz, que inició su carrera profesional a mediados de los años 1970.
Tras tocar con John Abercrombie, Airto Moreira y Alex Acuña, trabajó en 1976 con la banda de jazz rock Blood, Sweat & Tears, sustituyendo a Mike Stern temporalmente. Después, trabajó con Eartha Kitt, John Klemmer, Billy Cobham y Willie Bobo, y grabó con Ray Barretto (1978) y Tom Coster (1981), antes de editar su primer álbum como líder, Himalaya (1986). A este disco, le seguirían 5 álbumes más en los años 1990, uno de ellos (Apache, 1999) con Wayne Johnson.
A partir del año 2000, Richman desarrolla una carrera paralela como productor, arreglista y fotógrafo, en diversos discos, manteniendo su presencia como músico de sesión. Trabaja como guitarrista también con artistas como Gerry Mulligan, Al DiMeola, Eumir Deodato, John Scofield, The Manhattan Transfer, B.B.King y muchos otros.
Participó en el álbum tributo a Carlos Santana llamado "Viva Carlos!" de 2006, interpretando el tema "Europa (Earth Cries Heaven Smile)" junto a otros grandes virtuosos de blues y el jazz-fusión. 
En los últimos años, ha grabado con Jazzanova, Mitchel Forman y Jeff Beal (BSO - Appaloosa, 2008), además de editar dos álbumes propios, Aqua (2008) y People like us (2009).